# Exoprosopa junta
Exoprosopa junta är en tvåvingeart som beskrevs av Charles Howard Curran 1930. Exoprosopa junta ingår i släktet Exoprosopa och familjen svävflugor.
Artens utbredningsområde är Colorado. Inga underarter finns listade i Catalogue of Life.